# Paul London
Paul Sanchez-Garcia London (født d. 16. april 1980) er en amerikansk fribryder, der i øjeblikket kæmper for WWE i et tag team med Brian Kendrick. Paul London er kendt for hans vovede wrestling stil. Paul London er tidligere WWE Cruiserweight champion og WWE Tag Team champion.